# 海賊放送

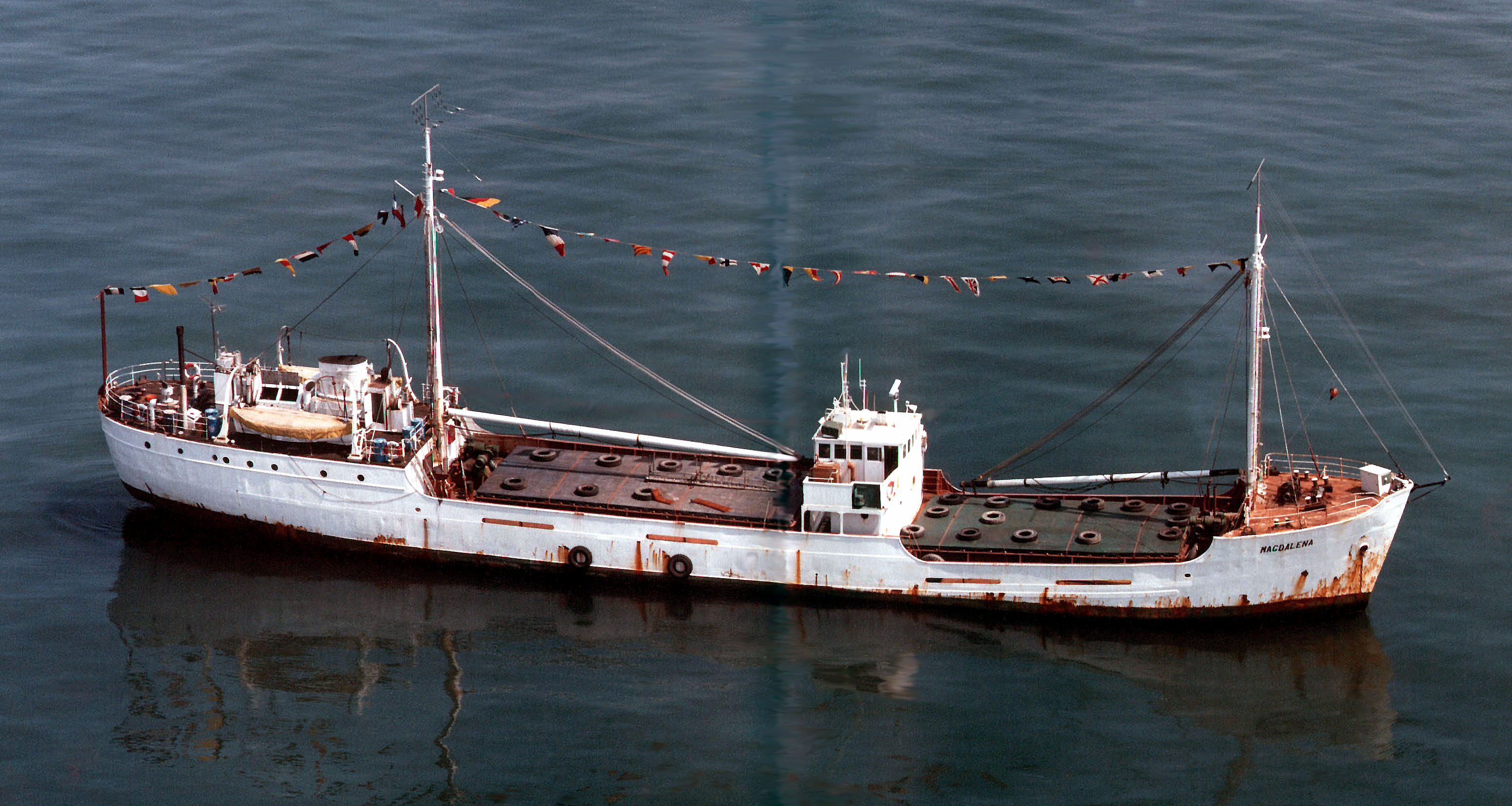
船舶による海賊放送の例。マスト部に放送電波の送信アンテナを構築している。
（Radio Mi Amigo所有のMv Magdalena、1970年代）

海賊放送（かいぞくほうそう、Pirate radio）とは、正式な放送免許を持たず放送（ラジオが多い）を行うものである。広義の地下放送である。

## 概要
この場合の「海賊」の意味は、「海賊版」と同義の「正規の流通ルートを経ない」「法律を無視するもの」と考えてよいが、船に送信機とアンテナを積んで出航し、どこの政府の規制も受けない公海上から放送を行う、という文字通りの形式が「海賊放送」と呼ばれた歴史上最初の事例であり、また多く見られる。
取り締まりを行う側の当局は、海賊放送局の放送に対しジャミングを行うことがある。
なお、正規免許を受けた無線局が既に存在する帯域に、より強い電波で強引に割り込む行為については電波ジャックを参照されたい。

### 国際法上の立場
公海上からの海賊放送について、海洋法に関する国際連合条約（国連海洋法条約）は、「すべての国は、公海からの許可を得ていない放送の防止に協力する」と定めており（第109条1）、旗国以外の国も海上警察権を行使できる。
船舶の旗国・施設の登録国・従事している者が国民である国・放送を受信することができる国・許可を得ている無線通信が妨害される国は、従事している者を逮捕し、船舶を拿捕し、放送機器を押収し、訴追することができる（第109条3・4）。また当該国の軍艦・軍用航空機、又は政府の公務に使用されている船舶・航空機（沿岸警備隊の巡視船）は、疑うに足りる十分な根拠があり、自国に第109条に基づく管轄権がある場合には、対象船舶の旗国にかかわらず、臨検することができる（第110条）。故に海賊局は、どこの国にも使用されていない周波数を、取締り回避のために使用する。

## 歴史
かつてのヨーロッパでは、国営放送しか放送免許が認可されない、という国家が多かった。そのため市民の中には不満がたまり、アメリカ式の音楽番組やアメリカで流行するロックやポップスなどの曲を聴きたい欲求が高まった。
1960年から14年の間、北海上からオランダに向けて放送を続けたラジオ・ベロニカ（Radio Veronica）が最初の海賊放送局である。
1960年代には、同様の送信形式による海賊局が盛んになり、北海の海上には沿岸諸国に向けて放送を行う船舶が多数投錨していた。有名なものに、1964年から1967年にかけて放送を続けたラジオ・ロンドン（Radio London）、1964年から北海で放送を続けるラジオ・キャロライン（Radio Caroline, ）がある。
これらに対して政府は取り締まりを行ったが、いたちごっこで効果は上がらなかった。結果、現在でも多数存在する。運営費を稼ぐために広告を受けてコマーシャルを流す、事実上の民間放送となっている局も多い。
また、フランスなどでは、海賊局を法管理下に置き、国内で送信するための免許も与え、合法化した。これらの局は今では定義に当てはまらないが、昔の名残で今でも「海賊放送」と呼ばれることがある。イギリスでも、BBCが1967年にポップミュージック専門局「BBCラジオ1」を開局する際、ジョン・ピールら海賊放送局の人気DJを多数起用した。
21世紀においてはインターネットが普及したため、合法なインターネットラジオ局を開設する方が遥かに容易でリスナーも集まりやすく、違法な電波を使う必要性は大幅に下がっている。

## 世界の事例

### 欧州

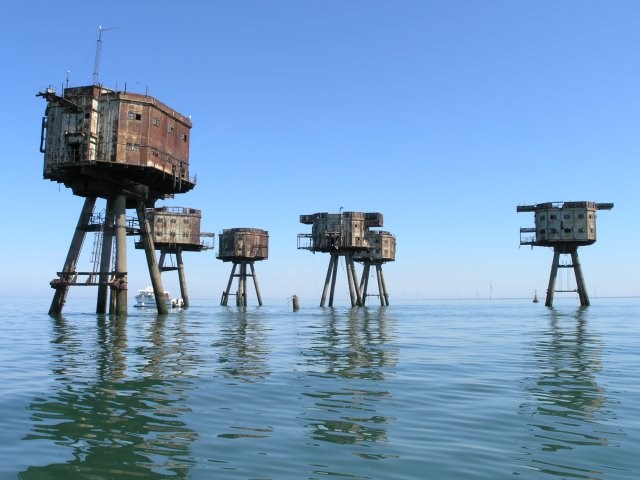
マンセル要塞（Maunsell Forts）の一つ、シヴァリング・サンズ（Shivering Sands / U7）。

イギリス軍が第二次世界大戦中に本土上空防衛のため北海沿岸に建設した海上要塞群（マンセル要塞）は、戦後放棄され、公海上にあるという条件から、海賊放送の格好の拠点として不法占拠された。このうち、シヴァリング・サンズ（Shivering Sands / U7）はミュージシャンのスクリーミング・ロード・サッチらにより占拠され、1960年代半ばの数年間、海賊放送の拠点となった。フォート・ラフス（Fort Roughs / U1）を占拠したパディ・ロイ・ベーツは、のちに同地で「シーランド公国」の建国を宣言した。
アイルランドの事例については、アイルランドの海賊放送を参照。
崩壊前のソビエト連邦では、テレビの海賊放送局が存在していた。ホームビデオがほとんど個人に普及していなかった（COCOMなどによる東側諸国への輸出規制のため、非正規ルートを通じて高額で購入するしかなかった）こともあり、ほとんど映像は現存していないが、旧ソ連時代を知るロシアのインターネットユーザーによってしばしば話題に上ることがあるという。彼らの回想によると、1970年代から80年代末までの旧ソ連では国営放送以外の放送局が存在しなかったために、こうした非合法の海賊放送は国民の間でも潜在需要が高かったという。海賊放送局は独自の放送設備を有しており、その出力はソ連空軍機の空中無線中継システムよりも強力であった。そのため、海賊放送局は所在地を知られるリスクを抱えており、また共産党の報告書にも、防衛上の重大な問題としてしばしば取り上げられていたという。

### 日本
日本国内ではラジオでの海賊放送がいくつか存在しており、テレビではこういった違法なものは存在しない。電波法令に規定する電界強度以下であれば微弱無線局として免許は不要であるが、一部にはこれを超過して送信する局があり、不法無線局として摘発される。事例としては、次のものがある。「局名」は全て自称。
- 1979年（昭和54年）2月 - 八王子市の「FM西東京」[注 2]
- 1985年（昭和60年）9月 - 東京都港区の「KYFM」[4]
- 2011年（平成23年）7月 - 日野市の「JOUT-FM百草」（もぐさ）[5][6][4][注 3]

## 類似の放送
運営にあたって、対立国政府や組織から支援を受けて行うもの、放送団体や送信所の所在地を偽装しているものは地下放送と呼ぶ。
ある国の政府や軍が、敵対する国や地域に対して行う放送は、その地域内の反体制派を装って政治的主張を行う目的のものや（プロパガンダ#ラジオの手法を参照）、暗号通信などの目的のもの（乱数放送を参照）があり、政治的混乱や対立のある地域でみられる。また、戦争における戦術の一つとして、航空機を使って放送を行い、敵兵に投降を促す手法がある（声の爆弾）。

## 海賊放送が登場する作品
- 宇宙放送局の危機 - サンダーバード (テレビ番組)
- セル・アウト - ザ・フーのアルバム
- オレンジロード急行 - 大森一樹監督・脚本の映画
- 冬の軍団長 - テレビドラマ『西部警察 PART-III』第46話
- 今夜はトーク・ハード
- パイレーツ・ロック
- 音盤紀行- 毛塚了一郎の漫画
- リバース:1999